# Ramularia vallisumbrosae
Ramularia vallisumbrosae är en svampart som beskrevs av Cavara 1899. Ramularia vallisumbrosae ingår i släktet Ramularia och familjen Mycosphaerellaceae.   Inga underarter finns listade i Catalogue of Life.